# Diaphus signatus
Diaphus signatus és una espècie de peix de la família dels mictòfids i de l'ordre dels mictofiformes.

## Morfologia
- Les femelles poden assolir 4 cm de longitud total.[3]

## Hàbitat
És un peix marí i d'aigües profundes.

## Distribució geogràfica
Es troba al Mar de la Xina Meridional.